# با عشق ... از عصر دلیل
با عشق … از عصر دلیل (به انگلیسی: With Love... from the Age of Reason) فیلمی محصول سال ۲۰۱۰ و به کارگردانی یان ساموئل است. در این فیلم بازیگرانی همچون سوفی مارسو، مارتون چوکاش، میشل دوشوسوآ، ژونتان زکی و آلکسی میشالیک ایفای نقش کرده‌اند.